# Крамкувка-Дужа
Крамкувка-Дужа (пол. Kramkówka Duża) — село в Польщі, у гміні Ґоньондз Монецького повіту Підляського воєводства.
Населення — 198 осіб (2011).
У 1975-1998 роках село належало до Ломжинського воєводства.

## Демографія
Демографічна структура станом на 31 березня 2011 року:
|          | Загалом | Допрацездатний вік | Працездатний вік | Постпрацездатний вік |
| -------- | ------- | ------------------ | ---------------- | -------------------- |
| Чоловіки | 96      | 21                 | 60               | 15                   |
| Жінки    | 102     | 23                 | 54               | 25                   |
| Разом    | 198     | 44                 | 114              | 40                   |